# 삼보판지
삼보판지는 골판지 및 골판지 상자 제조, 판매를 영위하는 코스닥 상장 기업이다.

## 사업
골판지 상자는 정형화된 표준 규격이 없고 100% 주문생산이다. 따라서 클라이언트의 요구에 맞는 규격으로 정확한 납품 관리 및 원가에서의 가격경쟁력 확보가 사업의 성패를 가른다. 첨단 기술이 아닌데다 진입장벽도 낮아 큰 부가가치를 기대하기 힘들고, 시장 성장에 대한 전망도 불투명한 사업이다. 골판지 관련 수요는 경기에 다소 영향을 받는 면이 있으나 필수품 등의 소비재 수요는 항상 일정 이상 존재하며 그에 따라 균등한 매출이 지속적으로 발생하는 장점이 있다.

## 역사
삼보판지는 1973년 개인회사로 설립되었으며, 2014년 현재 단일 기업으로서는 동양 최대 규모의 공장을 보유한 골판지 전문 기업이다. 성장 과정에서 원재료 수급 및 물류비 안정을 위해 다수의 관련 업체를 인수해 왔다.
2005년에는 원재료의 안정적인 수급을 위해 골판지 원지 생산업체인 (주)고려제지 지분을 60%를 확보했다. 2007년에는 물류비 절감을 위해 골판지 생산업체 (주)한청판지, (주)동진판지, (주)삼화판지의 지분을 전량 인수했다. 2013년에는 소각로용 보일러 연료 등의 원활한 수급을 위하여 (주)현대자원의 지분 50%를 인수했다.

## 테마주
삼보판지는 반기문 UN 사무총장의 선배가 경영한다는 이유로 반기문 테마주가 되어 급등락하는 일이 있다. 이는 2017년 대선 관련한 여론 조사에서 반기문 총장이 지지율 1위를 차지하고 있는 것과 관련이 있다. 이에 대해 여권 내부에서는 경계의 목소리도 나오고 있으며, 반기문이 차기 대선 출마에 대해 "자신은 정치에 몸담은 사람이 아니"라고 말했다는 뉴스 보도가 나오면서, 정치테마주로서 꾸준히 상승해온 주가가 급락하는 일도 있었다.

## 같이 보기
- 테마주
- 정치테마주
- 반기문